# Serie B 1959-1960 (pallacanestro femminile)
Il campionato di Serie B di pallacanestro femminile 1959-1960 è stato il 2º livello FIP femminile.
È stato impostato su più gironi all'italiana su base inter-regionale. 

## Qualificazioni - Girone A
Onda Pavia, Astense AS, Cestistica Savonese SV, CRDM La Spezia
|  |    | Classifica Serie B - GIRONE A | Pt | G | V | N | P | PtF | PtS |
|  | -- | ----------------------------- | -- | - | - | - | - | --- | --- |
|  | 1. | Onda Pavia                    | 10 | 6 | 5 | 0 | 1 |     |     |
|  | 2. | CRDM La Spezia                | 10 | 6 | 5 | 0 | 1 |     |     |
|  | 3. | Cestistica Savonese SV        | 4  | 6 | 2 | 0 | 4 |     |     |
|  | 4. | Astense AS                    | 0  | 6 | 0 | 0 | 6 |     |     |

SPAREGGIO: Onda Pavia - CRDM La Spezia 43-30 
Onda Pavia qualificata alla fase Semifinale Nazionale

## Qualificazioni - Girone B
Libertas Bo, Pejo BS, Salus et Virtus PC,
Qualificata: Libertas Bologna

## Qualificazioni - Girone C
CMM Trieste, Julia TS, Hausbrand TS, Portorico Vicenza, Trento, Venezia 
Qualificata: CRAL Marina Trieste

## Qualificazioni - Girone D
Qualificata 

## Qualificazioni - Girone E
Qualificata: CUS Roma

## Qualificazioni - Girone F
Qualificata: Fides Napoli

## Semifinale Nazionale - Concentramento-A
Onda Pavia, LIbertas Bologna, CMM Trieste
|  |    | Classifica Serie B - Semifinale A | Pt | G | V | N | P | PtF | PtS |
|  | -- | --------------------------------- | -- | - | - | - | - | --- | --- |
|  | 1. | Libertas Bologna                  | 4  | 2 | 2 | 0 | 0 |     |     |
|  | 2. | Onda Pavia                        | 2  | 2 | 1 | 0 | 1 |     |     |
|  | 3. | CMM Trieste                       | 0  | 2 | 0 | 0 | 2 |     |     |

Qualificata alla Finale Nazionale: Libertas Bologna
Ammesse alla Serie A 1960/61: Onda Pavia e CMM Trieste

## Semifinale Nazionale - Concentramento-B
Qualificata alla Finale Nazionale: 
Ammesse alla Serie A 1960/61: CUS Roma e Fides Napoli

## Verdetti
Promosse in Serie A 1960/61 sul campo: Libertas BO, Onda PV, CMM TS, CUS Roma, Fides NA
Ammesse alla Serie A 1960/61 a tavolino: Julia TS, Hausbrand TS, Vicenza, Trento, Venezia, C.Savonese, Piacenza, Pejo BS